# Francesco Antonio Winspeare
Francesco Antonio Winspeare (né en 1778 à Portici, dans le royaume de Naples et mort en 1870 à Naples) est un militaire et un homme politique, ministre de la guerre du royaume des Deux-Siciles.

## Biographie
Francesco Antonio Winspeare appartient à la noble famille des Winspeare, il est le frère du juriste, avocat et philosophe Davide Winspeare. Il entre très jeune à l'école militaire Nunziatella de Naples. Au sein de l'armée du royaume des Deux-Siciles, il occupe des charges et des responsabilités croissantes dont la direction de la  Nunziatella et celle de la gendarmerie. Il obtient le grade de lieutenant général.
En 1860, il est ministre de la guerre du roi François II des Deux-Siciles lors de l'invasion du royaume au cours de l'expédition des Mille de Garibaldi. Il est alors remplacé par Giosuè Ritucci.

## Descendance
Il épouse Raimonda Riccardi avec qui il a 3 enfants :
- l'ainé Davide (Naples, 1826 - Cannes, 1905) qui entre à la Nunziatella en 1839. il combat au sein de l'armée bourbonienne et s'exile en Russie après la chute du régime et participe avec le grade de lieutenant général à la campagne du Caucase.
- Antonio (Naples, 1822 - Depressa, Lecce, 1918). En 1862 il devient préfet de Lecce. Il épouse Emma Gannone, duchesse de Salve.

## Sources
- (it) Cet article est partiellement ou en totalité issu de l’article de Wikipédia en italien intitulé « Francesco Antonio Winspeare » (voir la liste des auteurs).